# Saint-Sauveur (Oise)
Saint-Sauveur is een gemeente in het Franse departement Oise (regio Hauts-de-France). De plaats maakt deel uit van het arrondissement Compiègne. Saint-Sauveur telde op 1 januari 2022 1.752 inwoners.

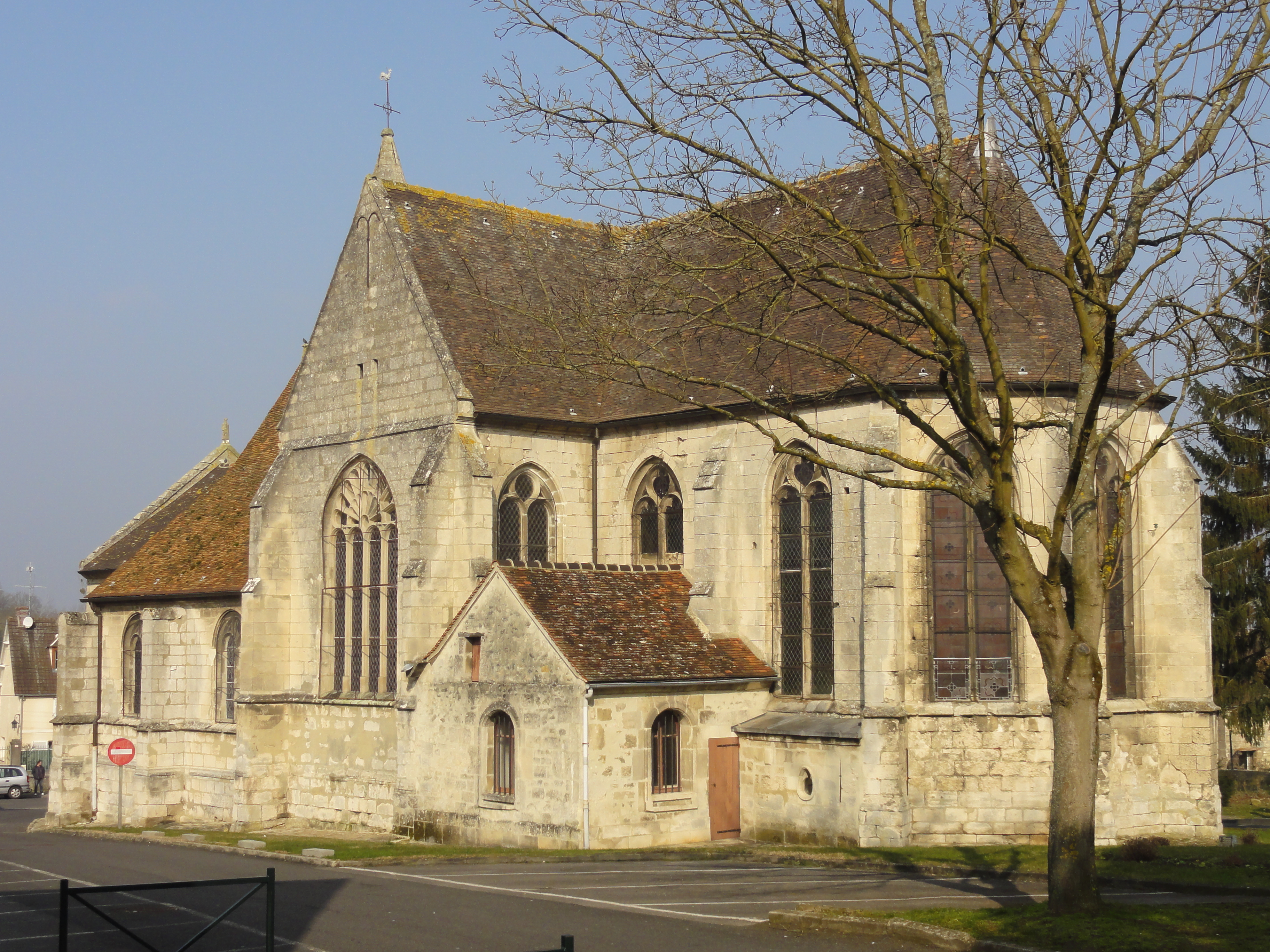
Kerk van de drie-eenheid, Saint-Sauveur
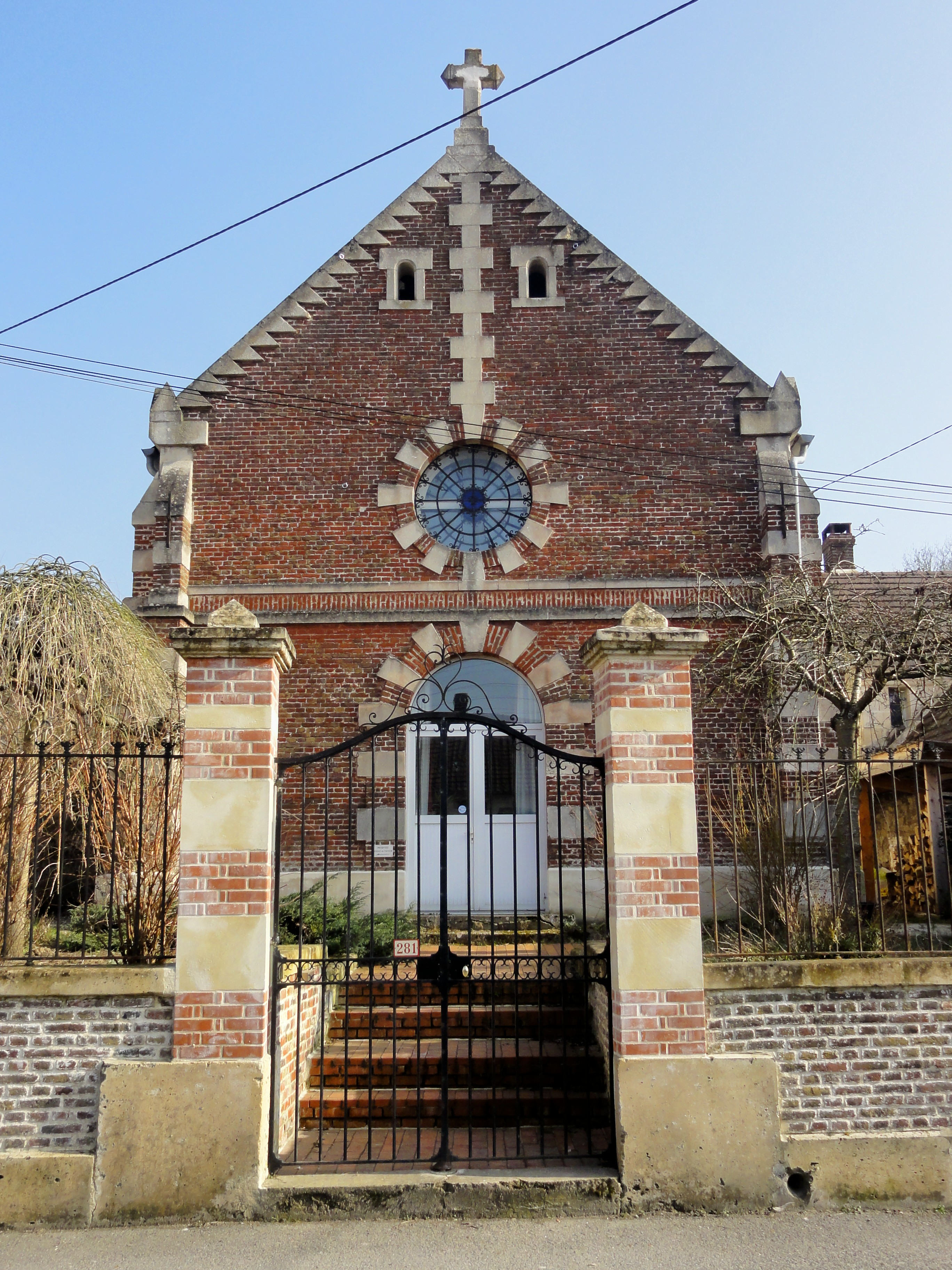
Oude kerk aan de rue Aristide-Briand
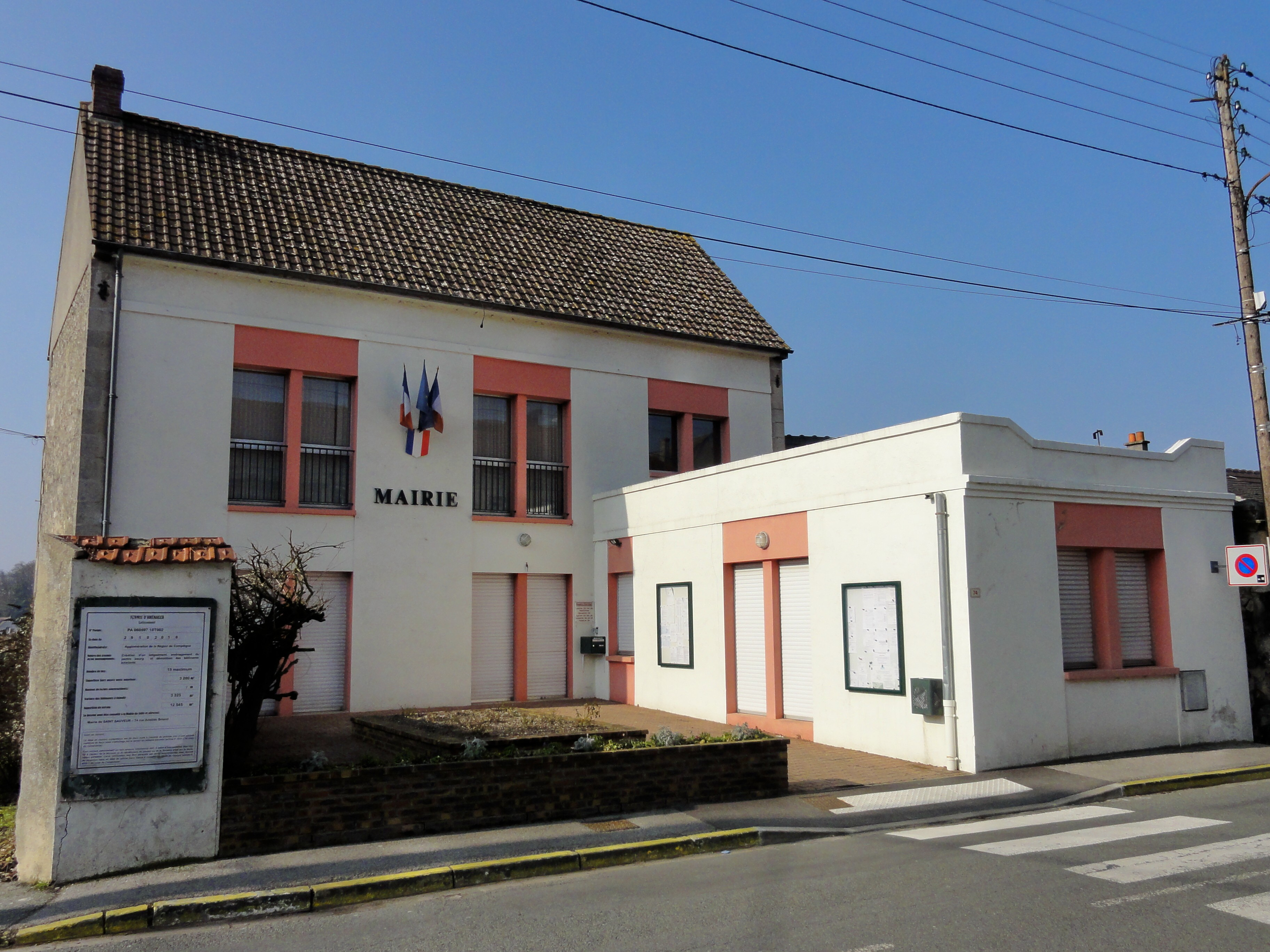
Gemeentehuis aan de rue Aristide-Briand

## Geografie
De oppervlakte van Saint-Sauveur bedroeg op 1 januari 2022 16,5 vierkante kilometer; de bevolkingsdichtheid was toen 106,2 inwoners per km².

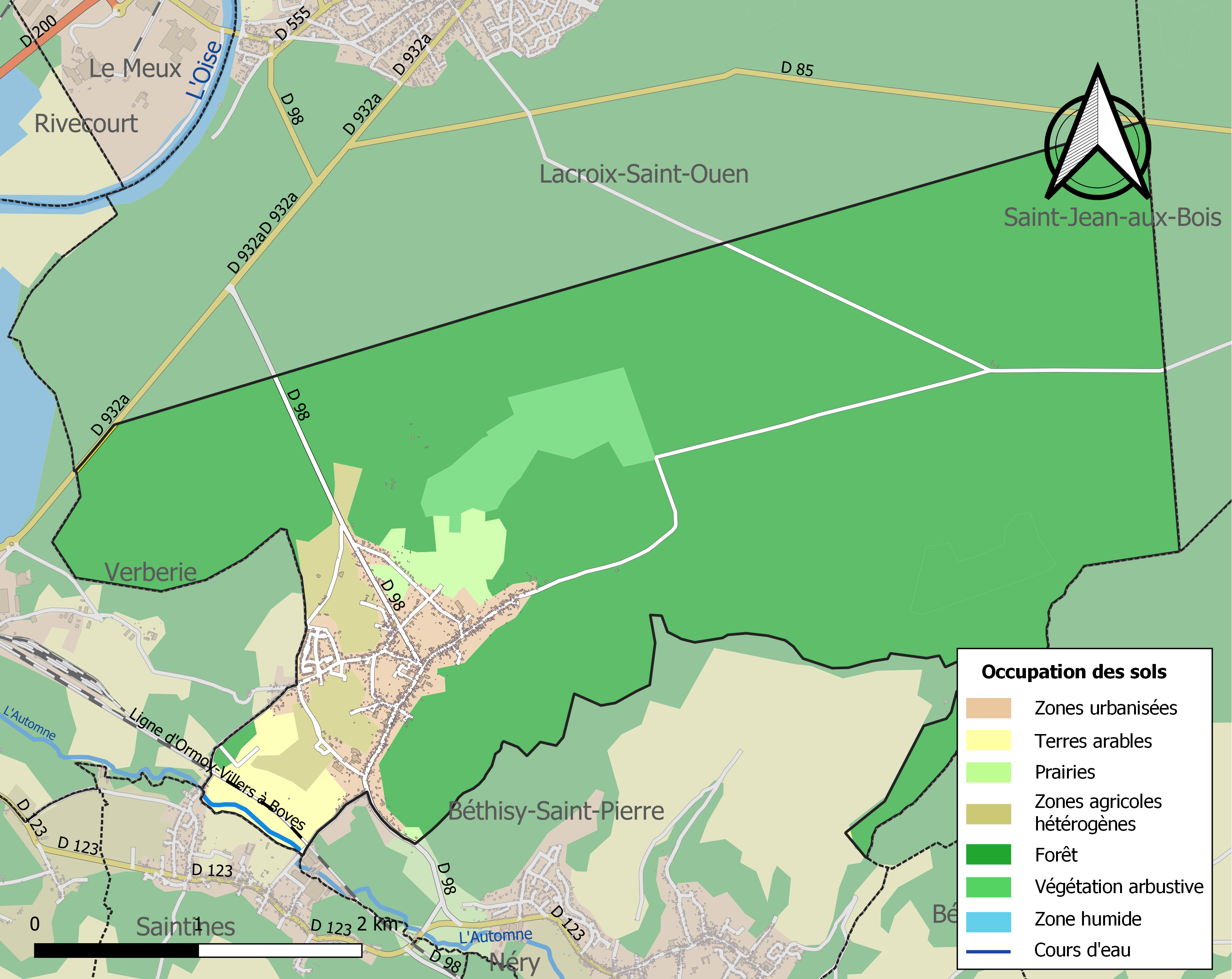
Kaart van de gemeente met belangrijkste infrastructuur, bodemgebruik en omliggende gemeenten

## Demografie
Onderstaande figuur toont het verloop van het inwonertal (bron: INSEE-tellingen).